# Carbonária

Símbolo maçônico/carbonário (cruz, chaves, pentagrama e alfabetos esotéricos. Note-se as chaves cruzadas parodiando o símbolo do papado, mas com um pentagrama no lugar do brasão papal).

A Carbonária foi uma sociedade secreta revolucionária que atuou na Itália, França, Portugal, Espanha, Brasil e Uruguai nos séculos XIX e XX, notória por seu marcado anticatolicismo, bem como por ações violentas, atentados, assassinatos políticos e terrorismo, e por sua influência na queda de monarquias tradicionais e absolutistas.

Embora seja frequentemente afirmado que a Carbonária não possuía unidade ou linha de ação claramente definida, muitos estudiosos discordam dessa visão. Pesquisas como a de John Rath (1964) indicam que a sociedade tinha sim um pano de fundo bem pronunciado, baseado na cosmovisão iluminista e maçônica, como se observa na presença de ritos iniciáticos similares entre as associações e no forte caráter anticlerical - porém, seu modus operandi era centrado no uso da violência política e em assassinatos seletivos para impor disciplina interna e aterrorizar adversários. A perspectiva de que a Carbonária tinha objetivos bem definidos e alinhados com a maçonaria é também observada pela Igreja Católica: a própria condenação papal na bula Ecclesiam a Jesu Christo (1821) descreveu a Carbonária como uma organização coesa, voltada a minar a Igreja e a monarquia.

Bandeira tradicionalmente associada à Carbonária.

Um dos liames entre a Carbonária e a Maçonaria evidencia-se pelo fato de que vários membros de destaque — como Giuseppe Garibaldi, Giuseppe Mazzini, entre outros — estiveram ativos em ambas as redes. Outro ponto de contato é a estrutura interna da Carbonária (choças, barracas, vendas, Alta Venda) que reflete uma hierarquia iniciática e de obediências muito semelhante à maçônica.
A oposição da Igreja Católica quanto ao movimento carbonário veio a público, de modo especial, quando houve a condenação formal da Carbonária na bula Quo Graviora Maiora (1826), que denunciou a promoção da indiferença religiosa, indisciplina social, conspirações contra a autoridade papal e envolvimento em execuções para proteger seus segredos por parte da Carbonária.

### Estrutura interna
Organizada por níveis — choças (básico), barracas (intermediário), vendas (local central), e Alta Venda (nível superior) —, a Carbonária impunha severa disciplina interna. Traidores ou dissidentes eram punidos, muitas vezes com morte, por meio de organizações como a Alta Venda, responsável por execuções clandestinas em todo o território italiano.

### Assassinatos famosos

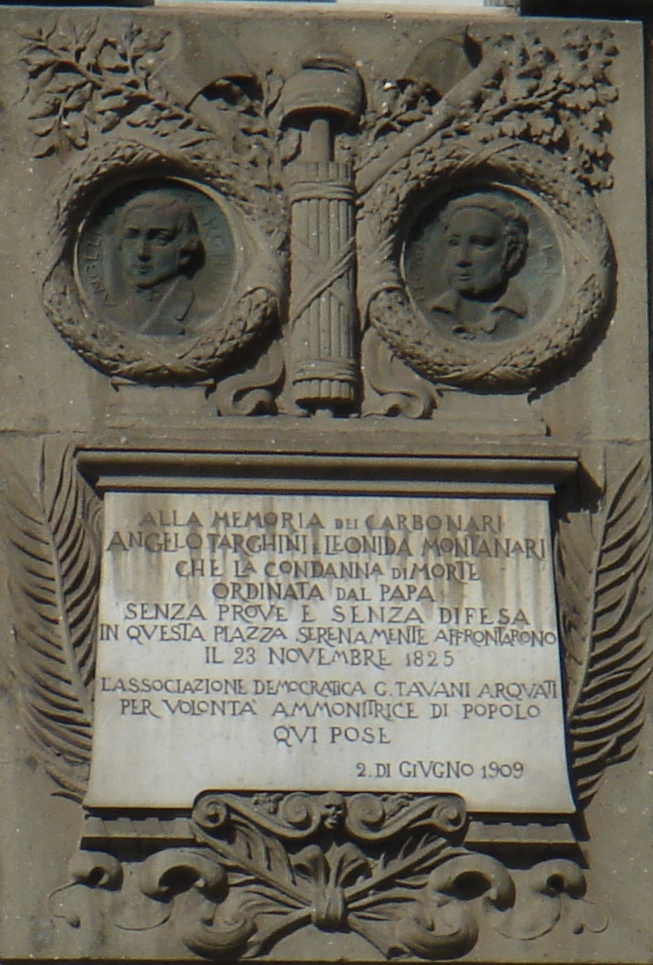
Placa memorial de Angelo Targhini e Leonida Montanari.

A Carbonária italiana não se limitava à política revolucionária, mas recorreu ao terrorismo interno:  
- Em 1825, Angelo Targhini e Leonida Montanari foram decapitados em Roma após tentar retaliar um informante (Filippo Spada, ex-carbonário acusado de delação, que sobreviveu ao ataque).[10][11][12]
- Em 1826, Don Ignazio Muti, secretário do cardeal Agostino Rivarola, foi morto em Ravenna em atentado atribuído a carbonários contra o cardeal.[13]
- Em 1826, Antonio Bellini, inspetor de polícia, foi assassinado em Faenza no mesmo ciclo de retaliações sectárias.[13]
- Em 1828, Luigi Zanoli, Angiolo Ortolani, Gaetano Montanari e Gaetano Rambelli foram enforcados em Ravena por planejarem o sequestro ou assassinato do cardeal Rivarola.[14]
- Em 1848, Pellegrino Rossi, primeiro-ministro do Estado Pontifício, foi morto em Roma com mandantes do crime ligados à Carbonária.[15][16][17]

- Outros casos de execuções clandestinas foram ordenados pela Alta Venda como forma de terror interno.[18]

### Revoluções e intervenções políticas
- 1820–21 — Promoção ativa das revoluções em Nápoles, Estados Papais e Piemonte, com forte presença militar, motins e apoio às constituições liberais.[19]
- 1831 — Levantamentos em Modena, Romagna, Bolonha, Parma e nos Estados Papais; líderes como Enrico Misley e Ciro Menotti foram capturados e executados.[20]
- 1847 — Insurreições no Reino das Duas Sicílias conduzidas por comitês carbonários culminaram na execução dos Cinco Mártires de Gerace.[21]
- Atentado em Paris (1858) — Felice Orsini, afiliado ao ideal carbonário, tentou assassinar Napoleão III, gerando forte impacto político e diplomático.[22]
- Portugal — A Carbonária portuguesa atuou no assassinato do rei dom Carlos I de Portugal e do Luís Filipe, Príncipe Real de Portugal (1908), e apoiou a Revolução de 5 de Outubro de 1910, decisiva para o estabelecimento da República.[23]
- Brasil e Uruguai — Giuseppe Garibaldi, carbonário, participou da Revolução Farroupilha (RS, Brasil), da Revolução Cisplatina e de conflitos no Uruguai (Guerra Civil/República Rio-Grandense), disseminando ideais carbonários no continente sul-americano.[24]
- França (Charbonnerie) — Conspirações contra a Restauração e Carlos X; ver estudos de referência.[25]

### Países de atuação

Símbolo utilizado pela Venda Jovem-Portugal da Carbonária Portuguesa (c. 1910).

A Carbonária teve presença — direta ou por influência ideológica — nos seguintes países:  
- Itália
- França
- Portugal
- Espanha
- Brasil
- Uruguai

### Pessoas famosas assassinadas ou executadas
- Angelo Targhini, executado em 1825 sob acusação interna de traição.[26]
- Leonida Montanari, igualmente executado em 1825.[27]
- Luigi Zanoli, Angiolo Ortolani, Gaetano Montanari e Gaetano Rambelli, executados em 1828.[28]
- Ciro Menotti, líder da revolta de 1831, foi executado após a conspiração em Modena.[29]
- Rei Dom Carlos I e Príncipe Luís Filipe, assassinados pela Carbonária em Lisboa, 1908.[23]
- Pellegrino Rossi, primeiro-ministro do Estado Pontifício, assassinado em 1848 .[15][16][17]

### Símbolos, ritos e codificação secreta
A Carbonária utilizava objetos com forte carga simbólica interna:  
- Nas barracas (locais de reunião), eram dispostos um carvão (símbolo de esforço), copo d’água (pureza), sal (incorruptibilidade), novelo (solidariedade), feixe de lenha (união), coroa de espinhos (sofrimento), e pequena escada (ascensão ideológica).[30]
- O Grande Mestre usava uma faixa tricolor e empunhava uma scure (machado), símbolo de autoridade, enquanto seus assistentes empunhavam machados menores, refletindo uma semelhança ritual com a Maçonaria.[30]
- A bandeira carbonária tinha faixas horizontais azul (esperança), vermelha (compromisso) e preta (fé inabalável).[30]
- A Carbonária utilizava um alfabeto cifrado de substituição fixa para comunicação sigilosa, com correspondência entre letras (“A→O”, “B→P” etc.), usado nos motins de 1830-31 e em ritos iniciáticos.[30]
- O ritual iniciático envolvia cerimônia de caráter blasfemo (imitando a Paixão de Cristo), e membros eram obrigados a jurar silêncio absoluto. A semelhança com a Maçonaria era visível, e maçons podiam ingressar diretamente como mestres.[31]